# Понкэтылькы
Понкэтылькы — река в России, протекает по территории Ямало-Ненецкого автономного округа. Устье реки находится в 46 км по левому берегу реки Часелька. Длина реки составляет 55 км. В 41 км от устья, по левому берегу реки впадает река Кыпа-Понкэтылькы.

## Данные водного реестра
По данным государственного водного реестра России относится к Нижнеобскому бассейновому округу, водохозяйственный участок реки — Таз. Речной бассейн реки — Таз.
Код объекта в государственном водном реестре — 15050000112115300068223.